# Martijn Wydaeghe
Martijn Wydaeghe (1 de setembro de 1992) é um co-piloto belga de rali. Ele é parceiro de Thierry Neuville na Hyundai Motorsport na categoria Campeonato Mundial de Rali (WRC, sigla em inglês).

## Carreira no rali
Wydaeghe fez sua estreia no WRC no Rallye de France-Alsace de 2013. Ele está definido para co-pilotar com o cinco vezes vice-campeão Thierry Neuville, substituindo o compatriota Nicolas Gilsoul.
Conquistou seu primeiro título do Campeonato Mundial de Rali (WRC, sigla em inglês) em 2024, ao lado de seu piloto Thierry Neuville.